# 五丰镇
五丰镇，是中华人民共和国江西省吉安市万安县下辖的一个乡镇级行政单位。

## 行政区划
五丰镇下辖以下地区：
五丰镇社区、云洲村、中洲村、东源村、西源村、白沂村、邓林村、西塘村、荷林村、棉津村、麻溪村、双坑村、路口村和西元村。